# 오늘의 웹툰
《오늘의 웹툰》은 2022년 7월 29일부터 2022년 9월 17일까지 방송된 SBS 금토 드라마다.

## 기획 의도
매일 '오늘의 웹툰'을 업로드하기 위한 웹툰 업계의 다이나믹 오피스 라이프, 그 세계에 눈독을 들인 유도 선수 출신 새내기 웹툰 편집자 온마음의 체인지업 성장기

## 제작진

### 제작사
- 빈지웍스 : tvN 토일 드라마 《철인왕후》, OCN《킬잇》 제작
- 스튜디오N : SBS 월화 드라마 《그 해 우리는》, OCN《타인은 지옥이다》, tvN 금토 드라마 《유미의 세포들》제작

### 제작
- 전규아
- 김동현
- 권미경

### 극본
- 조예랑
- 이재은

### 연출
- 조수원 : SBS 금토 드라마 《의사요한》, SBS 월화 드라마 《서른이지만 열일곱입니다》, SBS 수목 드라마 《피노키오》연출
- 김영환

## 등장 인물

### 네온 웹툰 편집부
- 김세정 : 온마음 (여, 26세) 역 - #네온 웹툰 편집부 신입사원

- 푸드파이터 뺨치게 뺨때리게 위대한 먹방력과 파이터의 상징 만두귀, 개코 뺨치는 뺨때리는 후각의 소유자. 유도 국가대표 상비군 출신. 일찍이 마음은 유도에 재능을 보였고 마음은 이 길을 자연스럽게 운명적으로 받아들였던 것 같다.

- 하지만 마지막 한 단계, 올림픽 국가대표 선발전에서 좌절을 겪고, 그 후 15년 가까이 품어온 '반항 올림픽 금메달'의 꿈은 그대로 구겨진다.

- 마음은 그 길로 새로운 삶의 방향성을 찾기 위해 뛰어든다.

- 마음은 기적적으로 유명 IT 기업인 네온에 입사하지만 다른 합격자들과 달리 마음에게는 '1년 계약직'이라는 단서가 붙는다.

- 그러나 웹툰 편집부 또한 1년 후 제대로 된 성과가 나지 않을 경우 부서의 존폐가 위태로웠기에 마음은 그것을 희망으로 해석하기로 한다.

- 최선을 다해 자신과 우리 팀이 쭉 함께 나아갈 수 있게 만들겠다고.

- Q. 온마음에게 만화란?

- A. 한 번 주저앉았던 나를 다시 일으켜 세운 두 번째 꿈.

- 최다니엘 : 석지형 (남, 37세) 역 - #네온 웹툰 편집부 부편집장

팩폭을 툭툭 날리다가도 묵묵히 뒤에서 서포트 해주는 듬직한 멘토로, 일할 땐 웹툰 작가들과 다수의 후배들이 기대는 길라잡이지만 현실에선 길치, 방향치인 반전 허당미의 소유자. 온마음의 사수. 편집장 장만철과 함께 '진저툰'의 편집자로 일했으나 3년 전 '진저' 사이트의 쇠퇴와 함께 경영진들이 갑작스러운 서비스 종료 결정을 내렸고 만철과 함께 네온으로 오게 된다. 지형은 마음이 진정한 웹툰 편집자로 성장 할 수 있도록 물심양면 도우며 웹툰을 기획할 때와는 또 다른 뿌듯함을 느낀다. 마음에게서 신입사원 시절 자신의 모습을 봤기 때문에.
그리고 다시 한 번 생각한다. 1년 안에 꼭 대박작을 내서 이 팀을 살리겠다고, 온마음을 정규직으로 만들겠다고.
Q. 석지형에게 만화란?
A. 이기고 싶은 곳. 인생의 모든 운과 승부욕을 쏟아 붓고 싶은 곳.
- 남윤수 : 구준영 (남, 26세) 역 - #네온 웹툰 편집부 신입사원

IQ150의 엘리트 꽃길만 걸어온 갓생, 최선보다는 최고란 말이 좋다. 준영의 인생에는 실패가 없었다. 항상 공부를 잘했고 어떤 집단에서든 주목받는 사람, 수려한 외모에 화려한 말빨, 적당한 매너와 애티튜드까지 모두 갖춘 흔히들 말하는 엄친아. 평창동의 두 층짜리 고급 주택을 혼자 쓰는 그를 보며 사람들은 인생이 과연 공평한가 의문을 느낀다. 사실 그의 진짜 사정은 모른 채. 준영은 확신했다. 자신은 분명 다른 동기들과 달리 회사의 핵심인재로 키워질 것이라고. 그런데 정작 자신이 배치된 곳은 회사의 핵심이 아닌 서비스를 시작한 지 얼마 되지도 않는 웹툰 편집부였다.
분명 뭔가 착오가 있는 거다. 준영은 좀처럼 업무에 적응하지 못한다. 평생을 우등생으로 살아왔는데 만화를 모른다는 이유로 여기선 열등생이라니? 그리고 충격적인건 구슬아 친오빠다
Q. 구준영에게 만화란?
A. 아직은 잘 모르는 미지의 세계. 이제 막 수능공부를 시작하듯 첫 페이지를 넘겼다.
- 박호산 : 장만철 (남, 49세) 역 - #네온 웹툰 편집부 편집장

스포츠광, 그 중에서도 특히 야구를 좋아한다. 매년 꼴찌를 밥 먹듯 하는 몬스터즈의 보살팬. 20년간 만화 편집자로 일하며 만화 잡지 시절부터 웹툰의 시대까지 살아남은 화석 편집자. 허허실실 엉뚱해 보이지만 좋은 만화와 작가를 알아보는 날카로운 눈을 가졌다. 만화 잡지 폐간, 웹툰 서비스 종료 등 다사다난한 일들을 많이 겪었지만 함께 일했던 대부분의 만화가들이 만철을 따라 네온으로 플랫폼을 이동한 것 또한 그의 타고난 인복과 인품 덕분이다. 온마음을 면접에서 보자마자 물건이라 생각하고, 공채에서 떨어진 그녀를 회사에 건의해 편집부 계약직 신입사원으로 뽑는다.
웹툰 업계는 상어가 우글거리는 수족관 같은 곳이다. 잠깐 한눈을 팔면 금방 잡아먹히고 만다. 밖으로는 타 웹툰 서비스들과 치열하게 경쟁하고 안으로는 호시탐탐 웹툰 편집부의 예산을 깎으려 드는 사내 임원들과 기싸움을 해야 한다. 그러나 여전히 만철은 만화의 낭만을 믿는 사람이다.
Q. 장만철에게 만화란?
A. 편집자가 그리게 하는 게 아닌, 결국 작가가 그리는 것.
- 양현민 : 권영배 (남, 37세) 역 - #네온 웹툰 편집부 NO.3

칼퇴 요정. 워라밸 요정. 퇴근 시간을 칼같이 지키고 연차도 빠짐없이 쓴다. 그 와중에도 자기 할 일은 다 알아서 하기에 아무도 태클 걸지 않는 편이다. 기본적으로 만화는 비즈니스일 뿐이라 생각한다. 무조건 흥행하는 작품이 善이며 돈 많이 벌어주는 작품이 최고의 예술 작품이라는 게 그의 지론이다. 그렇기에 영배가 담당하는 작품들은 거의 대부분 조회수와 유료 수익에서 상위권을 차지한다.
업계에서 영배는 ‘신인들의 무덤’이라고 불리지만, 그는 자신이 그렇게 불리는 것을 그다지 신경 쓰지 않는다. 어차피 널린 게 웹툰 작가 지망생이고 대체재는 얼마든지 많다. 영배는 늘 떳떳하다. 자신 같은 사람의 헌신이 있기에 여전히 만화를 통해 낭만을 꿈꾸는 사람들이 계속 실패할 수 있는 거라 굳게 믿고 있다.
Q. 권영배에게 만화란?
A. 밥줄. 나 뿐 아니라 수많은 사람들의 밥줄이다. 그러므로 무조건 많은 돈을 버는 만화가 최고의 만화다.
- 강래연 : 기유미 (여, 33세) 역 - #네온 웹툰 편집부

일 잘하고 말 잘하고 성격 좋고 애티튜드도 좋은 그야말로 네온 웹툰 편집부의 에이스다. 웹툰 작가들 사이에서도 평판이 좋아 찾는 사람이 많은 프로페셔널 편집자. 한 번 인연을 맺은 작가들도 웬만해서는 끝까지 함께 하는 편이다.
Q. 기유미에게 만화란?
A. 첫사랑. 아마도 아직 잊지 못한...?
- 안태환 : 최두희 (남, 33세) 역 - #네온 웹툰 편집부

두희는 만화가들을 정말 존중한다. 창작은 고귀한 일이고 그 일을 해내는 작가들은 특별한 사람들이라고 생각하기 때문이다. 편집자인 자신은 그들이 최대한의 창작력을 발휘할 수 있도록 뒤에서 조용히 서포트하는 사람일 뿐.
그런데 최근 자신이 담당하고 있는 웹툰 작가 오윤이 차기작의 부진으로 슬럼프에 빠지고 연재 중단 위기에까지 놓이자 혼란스러워진다. 그림자로만 존재하려했던 나 때문에 오히려 작가가 힘들어진 건가? 최두희 편집자 인생의 최대 위기다.
Q. 최두희에게 만화란? 
A. 10살 때부터 지금까지 내 모든 희로애락을 함께 한 유일한 절친.

### 웹툰 작가들
- 김갑수 : 백어진 (남, 60세) 역 - 원로 무협 만화 작가. (용의 눈, 용의 피, 용의 꿈 등등 용 시리즈를 썼다) 경력 30년이 훌쩍 넘은 대가. 한국 만화계의 거목이다. 잡지에서 연재하다 잡지가 없어지면서 연재가 급마무리 됐던 <용의 꿈>을 네온에서 웹툰으로 리뉴얼해 연재하고 있다. 어진은 어시스턴트들의 작품을 자주 봐주며 데뷔를 독려하는 만화계에서 인망이 높기로 이름 난 ‘어진 선생님’이다.
- 하율리 : 뽐므 (여, 24세) 역 - <네온 웹툰> 조회수 1위 웹툰의 작가

타 사이트의 아마추어 만화 게시판에서 연재하다가 여러 플랫폼의 러브콜을 받고 네온에서 정식으로 연재한 후 1924 여성들 사이에서 폭발적인 인기를 얻으며 업계 탑급 작가로 올라섰다. 뽐므는 피디들 사이에서 쉽지 않은 작가로 불린다. 아직 마음은 사회초년생인데, 갑자기 업계 탑이 되다보니 괜히 센 척을 해야 할 것만 같아서다. 만철은 그런 뽐므에게 신입사원 구준영을 담당 PD로 붙이는데…
- 임철수 : 나강남 (남, 40세) 역 - 네온의 대표 작품 <구미호 공주>의 웹툰 작가

계속 장만철, 석지형과 의리를 지켜오고 있다. 진저툰에서 연재하던 대 히트작 <구미호 공주>가 네온으로 넘어오면서 네온의 웹툰 서비스가 빠르게 자리를 잡게 됐다. 하지만 그의 ‘관종’ 여자친구 지한슬은 마감 스트레스에 시달리는 강남을 더 괴롭히는데... 갑자기 강남이 자신에게 소홀하다며 한창 마감 중에 집을 나가기 일쑤다. 그런 그녀를 찾아오는 것이 강남의 담당 편집자들의 주요 업무가 되었을 정도.
- 손동운 : 오윤 (남, 30세) 역 - 웹툰 작가 겸 셀럽

전작인 개그 만화가 큰 인기를 얻었고, 그 만화를 그린 사람이 만화와 달리 굉장한 훈남이란 사실이 더 화제가 되어 갑작스레 스타덤에 올랐다. 그 후 티비 방송에 출연해 인기를 얻으며 웹툰 작가보다는 방송 셀럽으로 더 유명해졌다. 사람들은 이제 오윤이 만화보다는 방송 출연에 더 집중할 거라 예상했으나 오윤은 의외로 만화에 진심이었다. 그는 돌연 방송활동을 접고 차기작을 준비한다. 그러나 새로운 장르에 도전하려는 그의 시도는 생각보다 큰 난관에 봉착한다.

### 웹툰 작가 지망생
- 김도훈 : 신대륙 (남, 22세) 역 - 온마음이 발굴한 천재 신인 작가. 네온의 웹툰 캠프(신인 작가 발굴 공모)에 참여한 괴짜. 호스피스 병동에서 요양 보호사로 일하고 있다. 낮에는 일을 하며 끊임없이 스토리를 상상하고 밤에 집으로 돌아와 그 스토리들을 전부 공책에 만화로 토해내듯 그려낸다. 정식으로 그림을 배운 적이 없어 그림이 매우 서툴지만 만화적 연출만큼은 몇 년을 그린 경력 작가들 못지않게 타고났다는 평가를 받는다. 파격적인 스토리와 흡입력 있는 연출로 아마추어 웹툰들을 체크하던 온마음의 마음을 한눈에 사로잡았고 그 후 온마음이 온 마음을 다하여 정식 연재 데뷔를 시키려 애쓰고 있는 중이다.
- 전혜연 : 구슬아 (여, 23세) 역 - 섬세하고 아름다운 그림을 그린다. 대학 졸업 전 마지막으로 혹시나 하는 마음에 네온의 웹툰 캠프에 지원을 했는데 합격한다. 이후 마음과 함께 작업을 하게 된 슬아는 매우 설렌다. 머리로는 다른 취준생들처럼 취업 준비하는 게 맞는 걸 알면서도 꿈만 꾸던 일이 현실이 될지도 모른다는 생각에 들뜬다. 그러나 이상과 현실은 달랐다. 데뷔는 쉽지 않았고, 마음과 함께 작업하는 동안 주변에서 그만 포기하라는 현실적인 압박 또한 거세져서 슬아는 점점 더 지쳐간다.
- 장성윤 : 이우진 (여, 22세) 역 - 어린 시절 리틀 야구부를 한 경험을 바탕으로 야구만화 <풀카운트>를 그려 네온의 웹툰 캠프에 참가한 신인 작가
- 백석광 : 임동희 (남, 34세) 역 - 10년 동안 어진의 밑에서 일한 어시스턴트, 아버지는 가업을 잇기를 바라셨지만 동희는 어릴 때부터 만화가 좋았다. 대학 졸업 직후 어진의 어시스턴트에 합격했고 그 일이 동희 인생에서 가장 기쁜 일이었고, 자신의 꿈까지 얼마 남지 않았다고 생각했다. 그러나 공모전에는 번번이 떨어지고, 어시 생활 10년차에 접어드니 자신은 그저 범재가 아닐까 자책하게 된다. 그러다 보니 자신도 모르게 자학과 자조의 농담을 던지는 게 습관이 됐다. “이번 생은 망한 것 같아요” 말은 그렇게 하면서도 절대 이번 생이 망하지 않기를 그 누구보다 간절하게 바라는 것이 동희 자신이다.

### 마음이네 가족들
- 고창석 : 온기봉 (50대) 역 - 마음과 누리의 아버지

고등학교 유도부 코치. 첫째 딸인 온마음이 유도에 흥미와 소질을 보이자 그녀를 올림픽 금메달리스트로 만들어 자신의 한을 풀려 했다. 그러나 온마음이 해묵은 파벌 싸움과 계속된 부상에 지치자 일단 한 발 물러나는데... 딱 한 번만 더 올림픽에 도전해보자고 온마음을 설득해보려 하지만 마음을 되돌리기가 쉽지 않다.
- 황영희 : 황미옥 (50대) 역 - 마음과 누리의 어머니, 기봉의 아내.

온 만화 카페 사장. 생활력이 강하지만 온화하고 여전히 마음만은 소녀다. 어린 시절 순정만화광이었고 덕업일치로 만화방을 차려 운영하고 있다. 마음이 웹툰 편집자가 되겠다고 선언했을 때 유일하게 믿고 지지해준 사람이다.
- 윤서아 : 온누리 (23세) 역 - 마음의 여동생, 기봉과 미옥의 막내딸.

마음의 세 살 터울 여동생. 어릴 땐 운동하는 언니에게만 온 관심이 쏠린 집안 분위기에 엇나가기도 했으나 지금은 꽤나 사이가 돈독한 자매다. 하지만 언니도 모르는 은밀한 취미 생활이 있으니...

### 네온 본사
- 백주희 : 윤태희 (女, 40대) 역 - 네온서비스 대표이사

네온의 대표이사, 웹툰 서비스를 런칭하며 직접 장만철과 편집부를 스카우트했다. 하지만 그녀는 오래 기다려주지 않는 사람이다. 이제 3년차가 되었으니 3년 전 만철과 약속한 숫자들이 성과로 나와 주길 기대한다.
- 하도권 : 허관영 (男, 40대) 역 - 네온서비스 컨텐츠본부장

네온 포털 내의 컨텐츠 서비스들을 담당하고 있다, 내심 태희의 자리를 탐내고 있다. 본사 출신으로 이루어진 다른 부서들과 달리 외부 인력들로 이뤄진 웹툰 부서가 묘하게 거슬린다. 4회 에피소드에서 밝혀진 바로는, 웹툰 부서의 전신인 '진저툰'이 속해있던 '진저'에서 근무하다가 네온으로 전직한 인물로서, 네온서비스 대표이사인 백주희로부터 '진저툰'을 실적 부진을 이유로 강제 해체한 것이 아니냐는 의심을 받고 있다.

### 그 외 인물
- 진예솔 : 지한슬 (女, 30세) 역 - 강남의 여자친구

수백만 인스타 팔로워들의 관심을 받고 있지만 단 한 사람, 나강남의 관심을 얻지 못 해 외롭다. 항상 마감이 우선이고 자신은 뒷전인 것 같아 서운하다. 물리적으로 같이 지낼 시간이 없는 건 어느 정도 이해하는데 머릿속에 나 대신 웹툰 여주인공만 생각하는 건 정말 참을 수 없다. 내가 그깟 캐릭터보다 못한 거야 자기한텐?
- 남보라: 장혜미 (女, 35세) 역 - 영툰 부편집장

과거 네온의 웹툰 편집부 사람들과 진저툰에서 몇 년간 동고동락 했으나, 진저툰 서비스 종료 직후 영툰의 부편집장 스카웃 제의를 받고 이직했다. 야망 있고 똑부러지고 당찬 마성의 여자. 한 때 석지형과 연인 사이였으나 진저툰 서비스 종료 후 두 사람은 이별을 선택했다. 자존심이 강해 상처받기 보다는 먼저 상처 주려는 타입.
- 미상 : 고인물 역
- 서윤아 : 구애리 역 - 준영의 누나
- 미상 : 죽은 애리와 준영의 외삼촌 역
- 미상 : 어시스턴트 역
- 미상 : 경비원 역
- 미상 : 어진의 아내 역
- 양주호 : 신지원 역
- 김수진 : 강경자 역 - 대륙의 어머니
- 미상 : 신대륙 범죄 폭로글 폭로자 역

### 특별출연
- 고일권[1] 작가
- 황희 : 준영의 전 직장 동료 역
- 위클리 : 파티에 초대된 아이돌 가수 역
- 박태준[2] 작가
- 야옹이[3] 작가
- 김용석 : 마해규 역 - 유나의 아버지, 웹툰 작가.
- 전채은 : 마유나 역 - 편의점 알바생, 해규의 딸.
- 이달 : 뽐므 작가 스토커 역
- 박재준 : 어린 신대륙 역

## 시청률
최저 시청률과 최고 시청률은 시청률 조사회사와 지역별로 시청률에 차이가 있을 수 있습니다.
| 2022년 | 2022년   | 2022년                                                        | 2022년         | 2022년         | 2022년       |
| 회차   | 방송일   | 부제 (서브 타이틀)                                            | TNmS 시청률    | AGB 시청률     | AGB 시청률   |
| 회차   | 방송일   | 부제 (서브 타이틀)                                            | 대한민국(전국) | 대한민국(전국) | 서울(수도권) |
| ------ | -------- | ------------------------------------------------------------- | -------------- | -------------- | ------------ |
| 제1회  | 7월 29일 | 미래는 언제나 예측불허 그리하여 생은 그 의미를 갖는다         | 3.7%           | 4.1%           | 4.0%         |
| 제2회  | 7월 30일 | 실컷 변해버려! 지금하고만 다르면 돼!!                         | -              | 3.1%           | 3.0%         |
| 제3회  | 8월 5일  | 도망쳐서 도착한 곳에 낙원이란 있을 수 없는거야                | -              | 3.6%           | 3.6%         |
| 제4회  | 8월 6일  | 재능 있는 자, 그 재능의 노예가 될 지어다                      | -              | 3.1%           | 3.6%         |
| 제5회  | 8월 12일 | 한 사람을 지탱하는 사람의 수                                  | -              | 3.4%           | 3.7%         |
| 제6회  | 8월 13일 | 무한한 것들을 담을 수 있는 게 바로 미완성이야                 | -              | 2.8%           | -            |
| 제7회  | 8월 19일 | 너는 꼭 내 오랜 꿈같다                                        | -              | 2.5%           | -            |
| 제8회  | 8월 20일 | 내가 너의 변하지 않는 진심이 되겠다                           | -              | 2.2%           | -            |
| 제9회  | 8월 26일 | 지지 마셔요! 운명에도 외로움에도                              | -              | 2.9%           | -            |
| 제10회 | 8월 27일 | 별은 사라지는 게 아니야 언젠가는 다시 보이는 것               | -              | 1.5%           | -            |
| 제11회 | 9월 2일  | 너는 늘 나도 꽃임을 알려주고 있었다                           | -              | 2.3%           | -            |
| 제12회 | 9월 3일  | 용기 있는 사람이 어딨니.. 용기 낸 사람만 있을 뿐이지...       | -              | 2.0%           | -            |
| 제13회 | 9월 9일  | 불운이 날 따라잡을 수 없도록 걸음을 서두르자                  | -              | 2.0%           | -            |
| 제14회 | 9월 10일 | 별들은 당신을 위해 빛나고 있다                                | -              | 1.9%           | -            |
| 제15회 | 9월 16일 | 인생은..한계를 돌파해가는 과정이거든                          | -              | 2.4%           | -            |
| 제16회 | 9월 17일 | 그 한 발을 내디뎠기에 우리는 어제와 또 다른 내가 돼. (최종회) | -              | 1.6%           | -            |

## 참고 사항
- 본 드라마의 특징으로서, 서번트 신드롬을 지닌 자폐성 장애를 앓고 있는 청년이 세상의 편견을 극복하고 소아외과 전문의로 성장하는 과정을 다룬 이야기로 세간의 큰 주목을 받았던 KBS 2TV 월화 드라마 '굿 닥터'와는 달리, 국내 제작 드라마 중 유일무이하게 웹툰 편집실을 배경으로 하여, 유도선수 출신 온마음(김세정)이 부상을 당해 평생 해온 운동을 포기한 채 네온 웹툰 편집팀에 취업한 이후, 진정한 웹툰 편집자로 성장하기 위해서 고군분투하는 모습을 극화한 색다른 형태의 오피스 성장 드라마로 기획한 것이다.[6][7]
- 프로그램 기획서에 기재된 오피스 성장 드라마 '오늘의 웹툰'의 기획 의도는 다음과 같다.

1. 웹툰 제작 업계의 생생한 현실을 보여주는 '리얼 드라마'
바야흐로 콘텐츠의 시대다. 그 중 한국 웹툰 시장의 규모는 1조원에 육박하며,
현대인의 일상에서도 웹툰은 더 이상 뗄레야 뗄 수 없는 존재다.
봇물처럼 많이 쏟아지고 있는 천만관객의 영화부터 게임, 연극, 드라마, OTT(온라인 동영상 서비스) 플랫폼의 영상까지
웹툰이 넘나들지 않는 콘텐츠의 영역이 없다.
학생들은 매일 아침 등교해서 '오늘 뜬 그 웹툰 봤냐?'라는 말로 인사를 하고,
출퇴근 지하철과 버스에서도 많은 직장인들이 웹툰을 보며 하루를 시작하거나
퇴근길의 피로를 달랜다.
하지만, 이토록 웹툰이 우리 생활에 깊숙이 침투해 있는 것에 비해
우리는 '웹툰을 만드는 사람들'에 대해 잘 모른다.
웹툰 작가들이 한 컷을 그리기 위해 얼마나 고민하고 노력하는지,
하나의 웹툰을 제시간에 업로드하기 위해 얼마나 많은 담당자들이 애쓰고 있는지.
이 드라마는 그런 웹툰 업계의 생생한 리얼리티를 그리는 동시에
웹툰 편집자를 중심으로 웹툰 작가, 문하생, 지망생 등등
웹툰 업계의 다양한 인간 군상과 그들의 치열한 매일의 일상을 생생하게 보여줄 것이다.
2. 모든 그림자 아티스트들에게 헌정하는 '휴머니즘 드라마'
줄리아 카메론의 '아티스트 웨이'라는 책엔, '그림자 아티스트'라는 용어가 나온다.
스스로 창조성이 있음에도 진정한 자신의 정체성을 모른 채 살아가는 사람들을 일컫는 말이다.
그림자 아티스트는 그토록 경외하는 창조성을 자신도 갖고 있다는 사실을 깨닫지 못한 채,
남몰래 갈망해왔던 아티스트의 길을 열정적으로 걷고 있는 사람들을 사랑한다고 한다.
그리하여 그들은 아티스트 옆에서 아티스트를 서포트하는 존재가 된다.
줄리아 카메론은 어떤 사람이 진정한 아티스트가 되느냐 혹은
그늘에 숨어 꿈을 드러내기를 두려워하는 그림자 아티스트가 되느냐는,
재능이 아니라 용기에 달려 있다고 말한다.
그러나 그림자 아티스트는 용기가 없어 아티스트가 되지 못한 것이 아니라,
아티스트를 빛내기 위해 스스로 그림자가 된 사람들이다.
이 드라마는 웹툰 편집자들에 대한 이야기이다.
동시에 아티스트 옆에서 기꺼이 그들의 그림자이자 서포터가 되고자 하는,
세상 모든 그림자 아티스트들을 위한 이야기이다.
3. 첫 사회생활을 하는 신입사원의 분투기를 보여주는 '오피스 드라마'
첫 사회생활을 하는 신입사원에게 회사는 정글이며,
출근하는 하루하루가 새로운 탐험이자 모험이다.
모든 것이 새로울 그들에게 유일한 길잡이가 되어주는 것이 바로 그들의 선배, 상사다.
드라마의 주인공이자 신입사원 '온마음(김세정)'은
여러 명의 선배 편집자들을 따라 배우며 어엿한 '편집자'로 커나간다.
선배들 중 누군가는 반드시 닮고 싶은 롤모델이자 멘토가 되지만,
또 다른 누군가는 절대 되고 싶지 않은 상사이자 악연으로 남는다.
닮고 싶은 선배, 대체 왜 저럴까 싶은 선배, 절대 되고 싶지 않은 선배,
왜 저렇게 된 건지 과거가 궁금한 선배 등등... 다양한 선배들이 존재하지만
분명한 건 그들 모두에게는 각자의 사정과 사연이 있다는 것이다.
그들 각자의 사연이 주인공의 좌충우돌 신입사원 분투기와 함께 드라마에 그려질 것이다.
4. 꿈과 현실의 갈림길에 선 청춘들의 '성장 드라마'
혹자는 꿈을 포기하는 것도 용기라고 하고
혹자는 끝까지 계속 노력하는 게 재능이라고 말한다.
정말 꿈은 과대평가 된 것일까?
꿈을 포기한다면 언제 포기하는 것이 가장 현명한 것일까?
대체 언제 멈추고 언제까지 계속 해야 할까?
수많은 웹툰 작가 지망생들이 지금도 저런 질문을 자신에게 계속 던지며
웹툰 작가가 되기 위해 그림을 그리고 있을 것이다.
이 드라마에는 다양한 유형의 지망생들이 나온다.
10년 넘게 유명 작가 밑에서 문하생을 하고 있는 30대 중반의 지망생,
자신이 프로 작가가 될 수 있을지 스스로 확신하지 못하는 20대 지망생,
그림도 못 그리는 주제에 그 누구보다 자기 확신으로 가득 찬 천재 지망생 등.
다양한 지망생들의 모습을 통해
현재 많은 청춘들이 고민하고 있을 꿈과 재능, 그리고 현실에 대한 이야기를 해보고자 한다.

- KBS 드라마본부의 박기호 국장의 인터뷰에서, "인간의 탐욕과 욕망을 이용하여 하루아침에 희대의 천재사기꾼 '빅마우스(Big Mouse)'가 되어 살아남기 위해, 그리고 가족을 지키기 위해 거대한 음모로 얼룩진 특권층의 민낯을 파헤쳐가는 이야기로 인간 군상의 폭력성을 고발한 MBC 금토드라마 '빅마우스'와는 달리, 최근 장르물과 원톱물이 인기를 끄는 드라마 트렌드에서 MBC와 SBS 등 각 방송사의 금토드라마 시청률을 선점하기 위해, 일본의 만화가 마츠다 나오코의 원작 '중쇄를 찍자!'를 극화한 점에 착안한 국내 제작 드라마이기 때문에, 시청자 정서에 미칠 파급력을 고려하여, SBS 드라마본부 측에서 '오늘의 웹툰'이라는 타이틀로 최종 확정하였다"라고 덧붙였다.[8][9]
- 양현민과 하율리는 2021년에 방송된 SBS 월화드라마 《홍천기》 이후로 1년 만에 재회하는 작품이다.
- 하도권과 윤서아는 2022년에 방송된 KBS 2TV 월화드라마 《붉은 단심》에 이어서 다시 의기투합하게 되었다.
- 프로그램 기획서에 당초 12부작 미니시리즈로 가닥을 잡았다가, 작품의 완성도를 높이기 위해서 16부작 미니시리즈로 수정한 바 있다.
- 바리스타라는 이색적인 직업관을 연출하여 수 많은 시청자들에게 큰 반향을 불러 일으킨 MBC 월화 드라마 '커피프린스 1호점'보다 일본 원작 이미지에만 충실하면서 개연성이 부족하다는 이유 때문에 수 많은 시청자들에게 공감을 얻지 못했고, 시청률 1위를 기록하는 기염을 토한 MBC 금토 드라마 '빅마우스'보다 결국 2%대의 저조한 시청률로 기대 이하의 성적에 그쳤다.

## 수상 경력
- 2022년 코리아드라마어워즈 남자 신인상 (김도훈)
- 2022년 코리아드라마어워즈 남자 조연상 (박호산)
- 2022년 2022년 SBS 연기대상 남자 신스틸러상 (임철수)